# Конін (Шамотульський повіт)
Конін (пол. Konin) — село в Польщі, у гміні Пневи Шамотульського повіту Великопольського воєводства.
Населення — 201 особа (2011).
У 1975-1998 роках село належало до Познанського воєводства.

## Демографія
Демографічна структура станом на 31 березня 2011 року:
|          | Загалом | Допрацездатний вік | Працездатний вік | Постпрацездатний вік |
| -------- | ------- | ------------------ | ---------------- | -------------------- |
| Чоловіки | 100     | 18                 | 76               | 6                    |
| Жінки    | 101     | 19                 | 67               | 15                   |
| Разом    | 201     | 37                 | 143              | 21                   |